# 蔡國柄
蔡國炳（1547年—？），又作蔡國柄，字誠中，號拱朋，福建泉州府晉江縣砂塘人，明朝政治人物。

## 生平
萬曆元年（1573年）福建鄉試第五十名。萬曆二年（1574年）甲戌科會試第九十二名，登三甲第七十四名進士。授永豐縣知縣，八年升工部都水司主事，歲餘督清江漕運，晋吏部文选司，歷稽勋、考功郎中，為官廉政，十七年春二月出任廣東左參政、分守岭東，以考察降调四川按察副使，管辖川南，駐節臨邛。丁父憂歸，因母老年届九旬，遂不復出仕。

## 家族
曾祖蔡聰，曾任壽官；祖父蔡珪，贈戶部主事；父蔡一桂，號缨泉。母陳氏。具庆下。弟國燈、國煒。叔父蔡一槐，舉人，世稱砂塘（沙塘）先生。孫蔡嗣鋮。